# Соколовський район (Північноказахстанська область)
Соколо́вський район (рос. Соколовский район, каз. Соколов ауданы) — колишній район у складі Північноказахстанської області Казахської РСР (1936—1991) та Казахстану (1991—1997).

## Історія
Район був утворений 29 липня 1936 року у складі Карагандинської області з частини Мамлютського району. Того ж дня район з центром у селі Соколовка передали до складу новоствореної Північноказахстанської області.
Від моменту створення до складу району увійшли 11 сільрад Мамлютського району — Вагулінська, Глибоківська, Долматовська, Дубровинська, Красноярська, Кустовська, Лебедковська, Налобинська, Сивковська, Соколовська, Сумська.
30 липня 1957 року села Прісновка та Соколовка Соколовської сільради передано до складу Якорської сільради Петропавловського району.
14 вересня 1957 року до складу району включена частина ліквідованого Петропавловського району — Березовська та Якорська сільради.
30 вересня 1958 року село Борки передано до складу Петропавловської міськради.
2 січня 1963 року район був ліквідований, територія приєднана до складу Мамлютського району.
31 грудня 1964 року район був відновлений, до його складу увійшли Архангельська, Березовська, Долматовська, Красноярська, Кустовська, Налобінська, Петерфельдська, Соколовська сільради Мамлютського району, Асановська, Бішкульська, Бугровська, Світлополянська сільради Радянського району.
9 червня 1965 року селище Желєзнодорожні будки 106 км Петерфельдської сільради передано до складу Мамлютської селищної ради Мамлютського району. 9 червня 1965 року до складу Бескольської сільради передано села Акбас, Трудова Нива та Чапаєво Акбаської сільради Радянського району. 21 червня 1966 року Архангельська та Петерфельдська сільради Соколовського району передані до складу Мамлютського району. 2 січня 1967 року до складу новоствореного Бішкульського району передано Асановську, Бішкульську, Прибрежну, Світлопольську сільради.
19 травня 1969 року села Мальцевка, Рявкино та Самарка Бугровської сільради передані до складу Булаєвського району. 16 листопада 1971 року до складу Березовської сільради передано село Пеньково Світлопольської сільради Бішкульського району.
7 червня 1979 року село Новопавловка Рощинської сільради передано до складу Петропавловської міськради.
8 грудня 1993 року в країні була розпочата адміністративна реформа, при якій сільради перетворені в сільські округи, міські та селищні ради — у міські та селищні адміністрації відповідно. 12 січня 1994 року адміністративні зміни відбулись в Північноказахстанській області, в Соколовському районі було утворено 11 сільських округів.
18 квітня 1997 року район був ліквідований, територія передана до складу Бішкульського району.